# Abri d'Axlor
L'abri d'Axlor est un abri sous roche et un site préhistorique situé dans la commune de Dima, dans la province de Biscaye, dans la communauté autonome du Pays basque, en Espagne,. C'est le reste d'une grotte en grande partie comblée, occupée par l'Homme de Néandertal au Paléolithique moyen, d'environ 150 000 à 42 000 ans avant le présent. Situé dans un massif karstique du parc naturel d'Urkiola, il contient l'une des séquences archéologiques les plus importantes du nord de la péninsule Ibérique.
L'abri a été classé Bien d'intérêt culturel le 14 novembre 2017. Le gouvernement régional basque a également déclaré conjointement les grottes voisines de Balzola et d'Axlor bien culturel régional.

## Historique

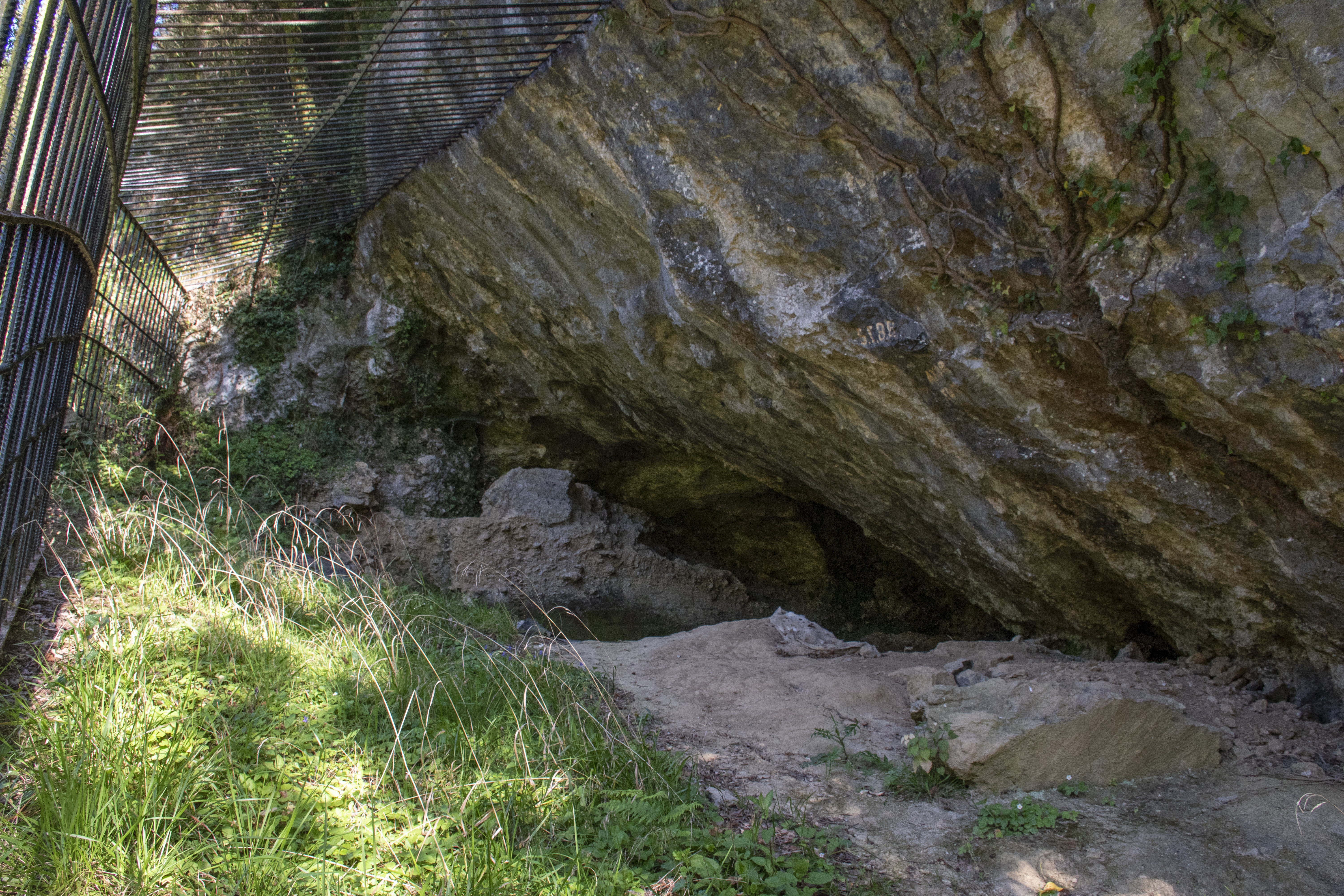
Entrée de l'abri d'Axlor

Le site a été découvert en 1967 par José Miguel de Barandiarán Ayerbe, qui l'a fouillé jusqu'en 1974 et a publié son compte-rendu en 1980. J. Basabe y a trouvé 5 dents d'un jeune Néandertalien. J. Altuna a étudié les restes de faune et A. Baldeon a étudié l'industrie lithique.
De 2000 à 2009, une nouvelle campagne de fouilles a été menée à Axlor sous la direction de J. González Urquijo et J. Ibañez Estévez. Les nouvelles fouilles ont poursuivi l'étude des assemblages lithique et faunique, ainsi que des restes fossiles humains, mais avec de nouvelles approches techniques : restes fossiles de microfaune (essentiellement des rongeurs), contexte géologique du karst Indusi, formation géologique de différentes couches de roche, paléopalynologie (étude du paléo-pollen) et carpologie (étude d'autres restes végétaux), entre autres disciplines,.
En 2024, les dents de deux enfants néandertaliens âgés de 10 à 12 ans, datées d'environ 100 000 ans, ont été découvertes.

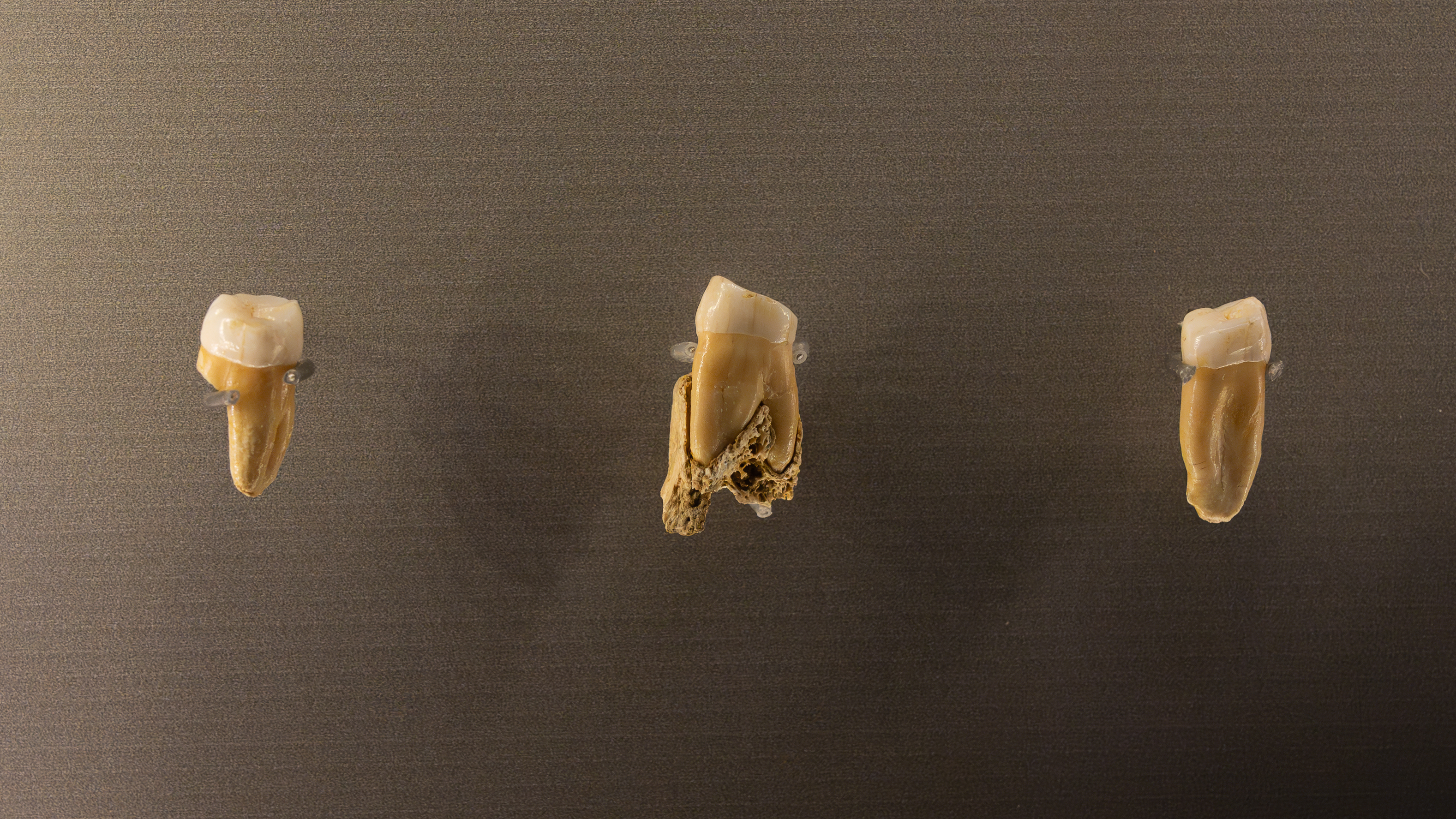
Dents néandertaliennes de l'abri d'Axlor, exposées au Musée archéologique de Bilbao.

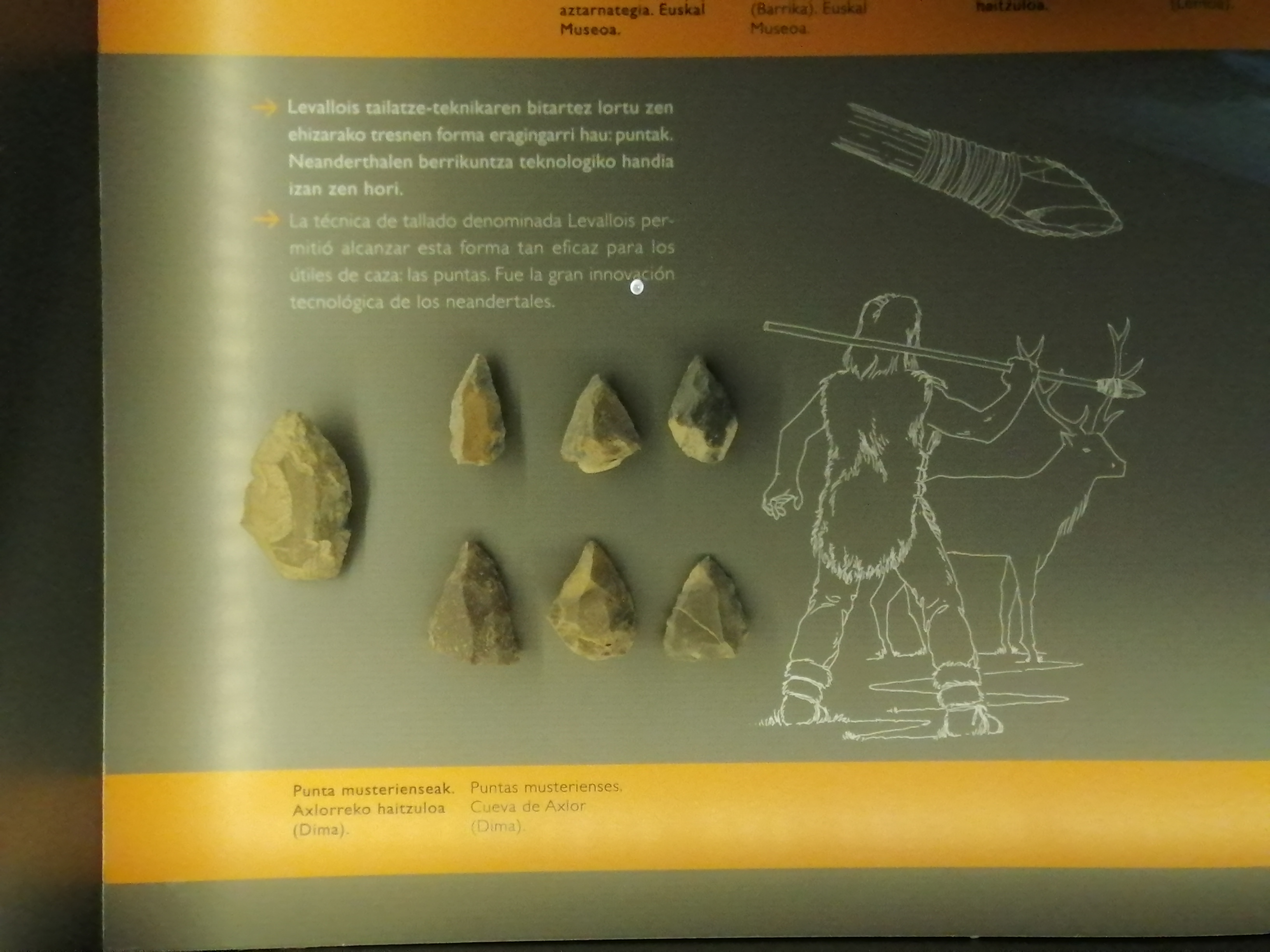
Pointes de lances moustériennes taillées selon la méthode Levallois, trouvées dans l'abri d'Axlor (Arkeologi Museoa de Bilbao).

## Géologie
Le substrat géologique dans lequel se trouvent les grottes de Balzola et d'Axlor est composé de falaises décimétriques de calcaire urgonien. Ces calcaires présentent un développement fortement karstique , alternant avec des faciès gréseux et des limonites du Crétacé inférieur.

## Description
Le système dit de Balzola, ou karst d'Indusi, est un système complexe : il comporte plusieurs galeries actives et fossiles. Trois entrées de grottes ont livré des vestiges archéologiques datés du Paléolithique moyen : Balzola, Axlor et Balzola II. Les deux premiers sont les plus importants.
L'abri d'Axlor est situé à environ 200 m de la grotte de Balzola. Son entrée, orientée au nord-ouest, est constituée d'un porche de grande taille (13 m de large et 3,5 m de haut). L'abri correspond en fait à la partie antérieure d'une grotte comblée au fil du temps par des dépôts sédimentaires et d'effondrement, qui atteignent une hauteur allant jusqu'à 8 m. Il donnait autrefois accès à une galerie aujourd'hui obturée.

## Vestiges archéologiques
Au cours de ses fouilles, José Miguel de Barandiarán Ayerbe a identifié neuf couches archéologiques, dont cinq contenaient des vestiges moustériens, notamment des éclats obtenus alternativement par la méthode Levallois et par la méthode Quina, mais aussi des outils en os, ce qui reflète une longue occupation néandertalienne de la grotte. Certaines pointes lithiques montrent des traces d'impact, soulevant l'hypothèse qu'elles auraient pu faire partie d'armes de jet. Les outils moustériens trouvés dans la couche la plus basse figurent parmi les plus anciens connus en Biscaye.